# Колода (дерево)

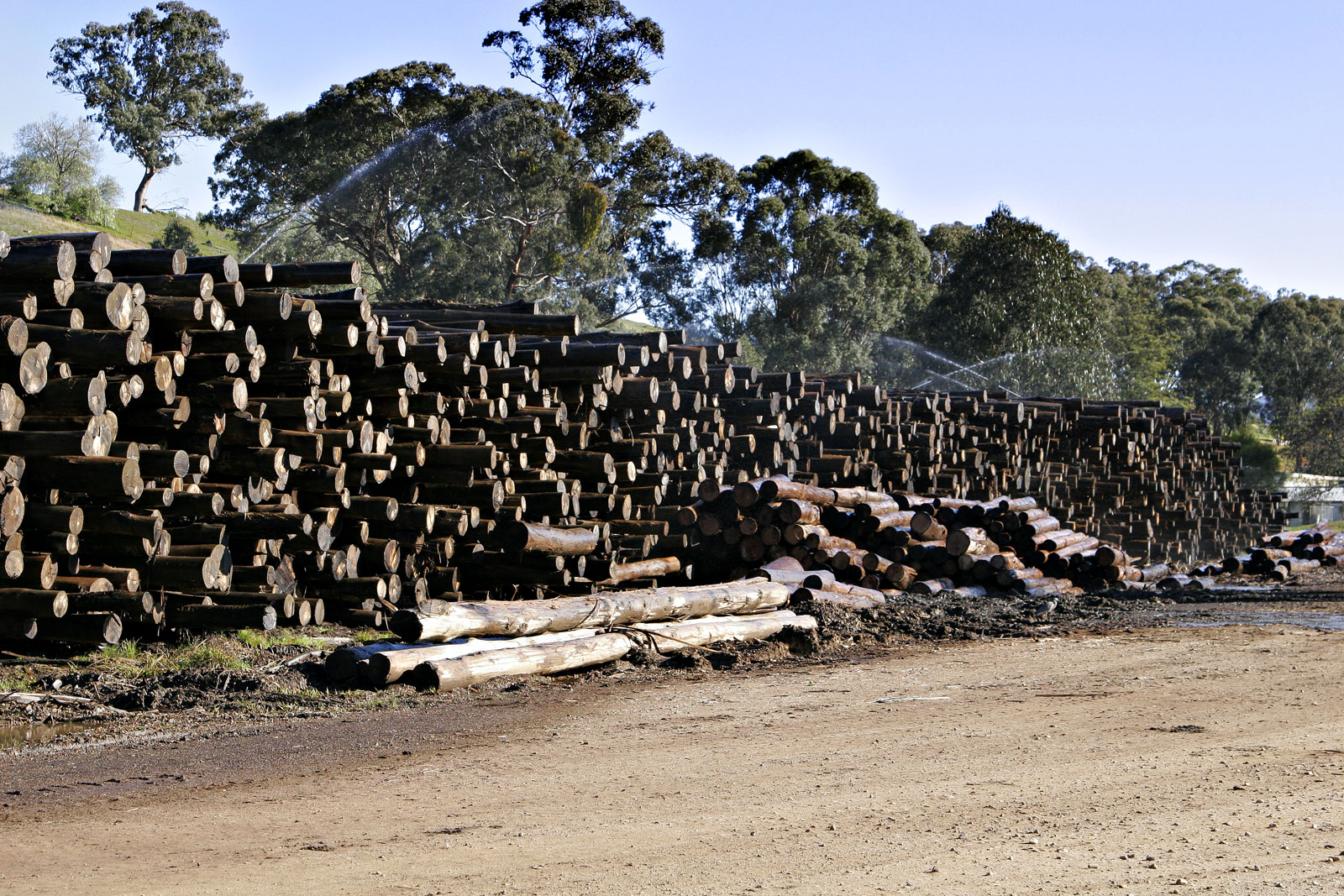
Колоди на лісопилці

Коло́да — стовбур зрубаного (спиляного) дерева, очищений від гілля. Слово колода походить від прасл. *kolda («колода», «чурбак», первісно — «щось розщеплене, відтяте»), утвореного від *kolti («колоти», «рубати», «розщеплювати»).

## Назви

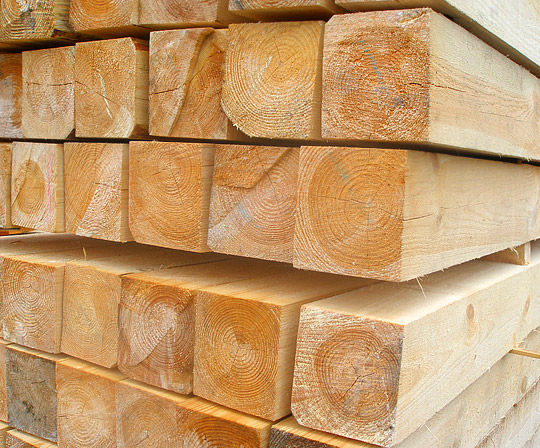
Брусовані колоди

Дровітня

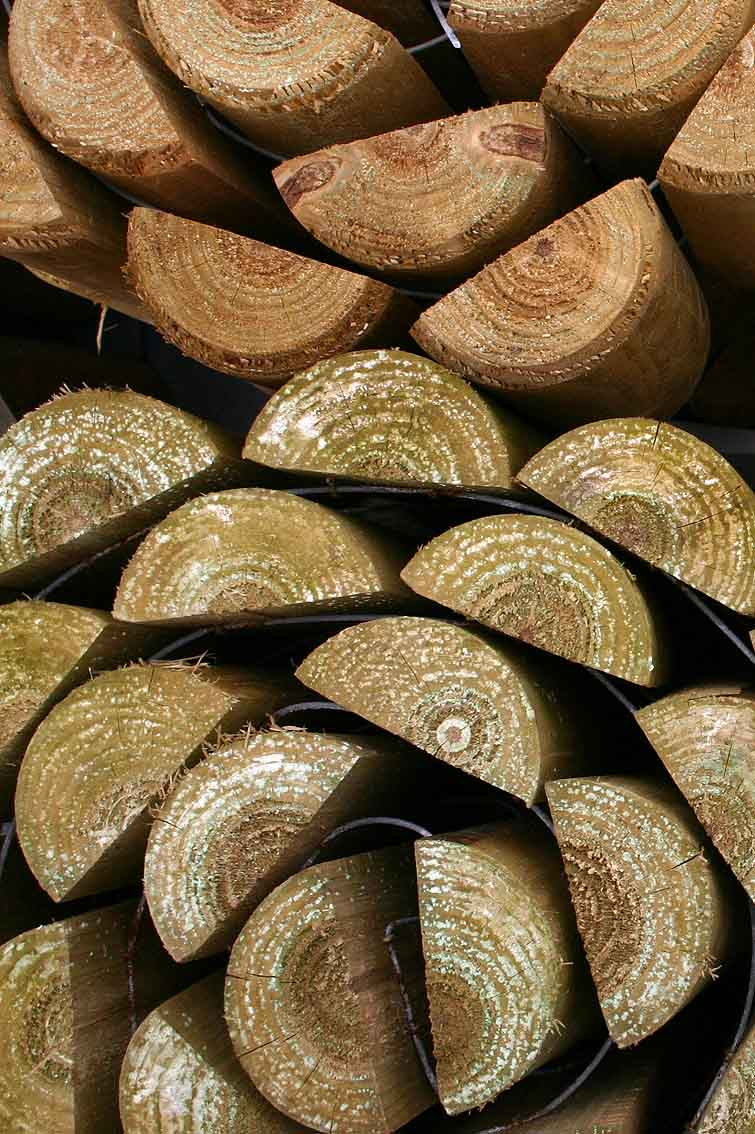
Плахи

У діалектах щодо колоди може вживатися десяток інших позначень: бервено́, дели́на (омофонічне дили́на, диль тлумачиться як «груба дошка»; друге вживається і як збірне), кльоц, ко́вбок, ковба́н, трам, трям. Колоду круглого перерізу (оциліндровану) називають кругляком (заст. вибель, віблєк, вібляк), квадратного (брусовану) — брусом, бруском (у діалектах також відоме слово ру́банка). Короткі обрізки колод зовуть кругляками, оцупками (у просторіччі чурбаки або дубки, діал. кряжі).

## Використовування
Використовується як виробна деревина. З колод будують («рубають») зруби колодяних хат, інших дерев'яних конструкцій. Окрім цілих колод, використовують і матеріал, отриманий внаслідок їх обробки. Зараз це частіше за все продукти розпилювання (пиломатеріали), вироблювані на лісопильних рамах (дошки, бруси, планки, рейки, обаполи), а також фрезеровані матеріали (плінтуси, балясини тощо). У старовину для розпилювання колод вздовж на ручних лісопильнях застосовувалися спеціальні верстати (у деяких місцевостях відомі як «трацькі варстати»), де дерево різали два пилярі, один з яких знаходився зверху, другий знизу. Колоди могли розколювати вздовж на півкруглі в перерізі половинки (у діалектах відомі як плахи, плашки, плениці), що широко використовувалися замість дощок для влаштовування помостів, підлог, полиць. Тонкі дощечки, наколоті з чурбаків (драниці, дранку) використовували як покрівельний матеріал, вузькі скалки (скіпу, лучину) — для освітлення. Видовбані чурбаки (дуплянки, колоди) використовувалися як шпаківні і вулики (останні також називаються бортями).
Приклади використання
- Гімнастична колода — снаряд для спортивної гімнастики у вигляді колоди довжиною 5 м, товщиною 10 см, встановленої на висоті 1,25 м
- Бабчар — оцупок колоди, у який вбивають нижньою частиною бабку для клепання кіс[23].
- Бгальня — дві вкопані поруч у землю короткі колоди, між якими гнуть («бгають») санні полози[24].
- Дровітня (у діалектах також дривітня, ковбиця) — коротка колода, використовувана для колоття дрів[25][26].
- Кладка, діал. глиця, помо́стина — колода, покладена через струмок, маленьку річку замість містка[27][28][29].
- Ко́зла, ко́зли, кобили́ця — колода на чотирьох похилих ніжках, що використовується в парі з іншою як підставка для чого-небудь[30].
- Колода самовитягування — колода довжиною 3,5—4 м, призначена для витягування застряглої гусеничної техніки
- Коток — кругла дерев'яна колодка, по якій перекочують важкі предмети
- Кроква — колода, що слугує складовою дахової обрешітки
- Паля — колода, вбита вертикально в ґрунт
- Пеньок стельмаський — коротка колода, вкопана вертикально в землю і споряджена вухом, навколо якої гнули заготовки для колісних ободів.
- Платва, платовка — покладена по верху стіни колода, на якій встановлювалися нижніми кінцями крокви[31]
- Плаха — дерев'яна колода, на якій у давні часи відрубували голову засудженому до страти.
- Сволок — колода квадратного перерізу (брус), яка слугує стельовою балкою в хаті
- Стовп — колода, встановлена вертикально (зазвичай вкопана в ґрунт)
- Ця́мрина, зрубина — колода для криничного зрубу (також і сам зруб)[32][33].

Як паливний матеріал
Для влаштування зимових бівуаків багаття розкладають з товстих колод (нодья, тайгове), що можуть підтримувати горіння протягом багатьох годин.

## Інше
- Зруб — будівельна конструкція з колод
- Пліт — плавзасіб, первісним і поширенішим матеріалом для якого слугують колоди
- Частокіл — огорожа з вкопаних у землю колод
- Катамаран — плавзасіб, назва якого перекладається з тамільської мови як «з'єднані колоди»